# Splitski gitaristički kvartet
Splitski gitaristički kvartet, glazbeni komorni kvartet iz Splita.

## Povijest
Osnovani su 2010. godine radi obogaćivanja hrvatske i splitske gitarističke pozornice. Članovi su nagrađivani splitski gitaristi, bivši učenici i studenti splitskih glazbenih škola i Umjetničke akademije: Kajo Milišić, Josip Dragnić, Goran Cetinić Koća i Martin Andrijašević. Za vrijeme neprekidnog višegodišnjeg djelovanja održao brojne koncerte po Hrvatskoj. Nastupili su i u inozemstvu. Travnja 2015. godine predstavljali su Hrvatsku na Međunarodnom gitarističkom festivalu u Augsburgu (Njemačka) i u sklopu ciklusa koncerata Musique des Nations u Luksemburgu. Uspješan koncert u Luksemburgu donio im je poziv za nastup u oviru prestižnog ciklusa koncerata klasične glazbe „Les concerts du Foyer Europeen“ u Luksemburgu. Ondje su nastupili siječnja 2017. godine. Izvedbe su im više puta emitirane u radijskom eteru u programu više postaja Hrvatskog radija.

## Nagrade i priznanja
- „Osmijeh Biokova“ za najbolji koncert klasične glazbe, za koncert održan u srpnju 2015. u okviru festivala Makarsko kulturno ljeto[1]
- Listopada 2016. godine: Hrvatska glazbena unija i Grad Split nagradili su ih „Zlatnim akvarelom“ za izniman doprinos glazbenoj pozornici grada Splita.[1]

## Vanjske poveznice
- Ljubica Karaman: 'U Luksemburgu se zapravo osjećamo kao kod kuće'  Večernji list
- Ljubica Karaman:  Splitski gitaristički kvartet kreće na europsku turneju Večernji list